# Derby de Saitama
La rivalité entre l'Omiya Ardija et les Urawa Red Diamonds, appelée également derby de Saitama (さいたまダービー),,, oppose les deux principaux clubs de football de la ville de Saitama, une des dix villes les plus peuplées du Japon.

## Origines de la rivalité
Les origines de la rivalité sportive sont celles qui opposaient les anciennes villes d'Ōmiya et d'Urawa, qui ont fusionné en 2001 pour donner naissance à Saitama, capitale de la préfecture éponyme. Malgré la fusion, des tensions subsistent toujours entre Ōmiya, considéré comme le pôle économique de Saitama, et Urawa, centre administratif et ancienne capitale de la préfecture de Saitama.

## Palmarès
Le palmarès ainsi que le bilan des confrontations sont à l'avantage des Reds. Ces derniers ont remporté plus de la moitié des derbies de Saitama. Si Omiya n'a remporté aucun titre officiel, les Reds ont été sacrés champions du Japon en tant que professionnels (2006) et qu'amateurs (1969, 1973, 1978, 1982 sous l’appellation Mitsubishi Motors) et ont remporté la Ligue des Champions 2007. Même si leurs palmarès sont incomparables, les matchs entre Omiya et Urawa sont souvent des rencontres décousues et âpres.